# The Rhythm of the Night
Cet article concerne la chanson de Corona. Pour la chanson de DeBarge, voir Rhythm of the Night (chanson).
Pour les articles homonymes, voir Rhythm of the Night (homonymie).
Singles de Corona
Baby Baby
(1995)
The Rhythm of the Night est une chanson d'eurodance du groupe italien Corona de 1993. La chanson est le premier single du groupe extrait de l'album du même nom. 
Le titre a eu un grand succès, atteignant le top 10 dans différents classements à travers le monde. Le single atteint la première place en Italie et y est resté pendant huit semaines consécutives. Il a également atteint le numéro 1 sur la carte US Billboard au début de 1995. La chanson contient un échantillon de la chanson Playing With Knives par Bizarre Inc. et Save Me par Say When!.
Au fil des années, le succès du hit ne faiblira pas devenant le plus grand classique du phénomène Eurodance, repris ou remixé par de nombreux artistes à travers le monde entier.

## Liste des pistes
CD single
1. The Rhythm of the Night (Radio Edit) (4:24)
2. The Rhythm of the Night (Club Mix) (5:31)

7" single
1. The Rhythm of the Night (Rapino Brothers Radio Version)
2. The Rhythm of the Night (Original Italian Club Mix)

12" maxi en Italie, en Espagne et en Allemagne
1. The Rhythm of the Night (Club Mix) (5:31)
2. The Rhythm of the Night (Radio Edit) (4:20)
3. The Rhythm of the Night (RBX E.U.R.O. Mix) (5:05)
4. The Rhythm of the Night (Extended 2# Groove Mix) (5:30)
5. The Rhythm of the Night (Acapella) (5:25)

## Classements et certifications
| Classement (1994–1995)                 | Meilleure position |
| -------------------------------------- | ------------------ |
| Allemagne (GfK Entertainment)          | 8                  |
| Australie (ARIA)                       | 6                  |
| Autriche (Ö3 Austria Top 40)           | 6                  |
| Belgique (Flandre Ultratop 50 Singles) | 13                 |
| Canada (RPM Dance)                     | 2                  |
| Danemark (IFPI)                        | 4                  |
| Écosse (OCC)                           | 2                  |
| Espagne (AFYVE)                        | 3                  |
| États-Unis (Hot 100)                   | 11                 |
| États-Unis (Hot Dance Club Play)       | 7                  |
| États-Unis (Rhythmic Top 40)           | 7                  |
| États-Unis (Top 40 Mainstream)         | 9                  |
| États-Unis (Cash Box Top 100)          | 11                 |
| Europe (Eurochart Hot 100)             | 5                  |
| France (SNEP)                          | 3                  |
| Irlande (IRMA)                         | 3                  |
| Islande (Íslenski listinn Topp 40)     | 4                  |
| Italie (FIMI)                          | 1                  |
| Nouvelle-Zélande (RMNZ)                | 7                  |
| Pays-Bas (Nederlandse Top 40)          | 6                  |
| Pays-Bas (Single Top 100)              | 5                  |
| Royaume-Uni (UK Singles Chart)         | 2                  |
| Royaume-Uni (UK Dance Chart)           | 3                  |
| Suède (Sverigetopplistan)              | 28                 |
| Suisse (Schweizer Hitparade)           | 4                  |

| Classement (1994)             | Position |
| ----------------------------- | -------- |
| Allemagne (GfK Entertainment) | 34       |
| Australie (ARIA)              | 43       |
| Belgique (Flandre Ultratop)   | 62       |
| Canada (RPM Dance)            | 9        |
| Europe (Eurochart Hot 100)    | 15       |
| France (SNEP)                 | 9        |
| Italie (FIMI)                 | 1        |
| Pays-Bas (Nederlandse Top 40) | 55       |
| Pays-Bas (Single Top 100)     | 45       |
| Suisse (Schweizer Hitparade)  | 10       |

| Classement (1995)    | Position |
| -------------------- | -------- |
| États-Unis (Hot 100) | 54       |

### Certifications
| Pays              | Certification | Date               | Ventes certifiées |
| ----------------- | ------------- | ------------------ | ----------------- |
| Allemagne (BVMI)  | Or            | 1995               | 250 000           |
| Australie (ARIA)  | Or            | 1995               | 35 000            |
| France (SNEP)     | Or            | 31 janvier 1995    | 250 000           |
| Royaume-Uni (BPI) | Platine       | 1er septembre 1994 | 600 000           |

## Dans la culture populaire
The Rhythm of the Night de Corona fait partie de la bande originale du jeu Grand Theft Auto V, disponible sur la radio fictive Non Stop Pop FM.
La chanson, sur laquelle le protagoniste principal danse – interprété par Denis Lavant dans un solo improvisé –, cloture le film Beau Travail (2000) de Claire Denis dans une scène célèbre et largement analysée,,.

## Version de Cascada
Singles de Cascada
Summer of Love
(2012) Glorious
(2013)
The Rhythm Of The Night est une chanson du groupe Cascada, reprenant le titre de Corona, sortie en tant que single le 22 juin 2012 en Allemagne. Elle a été incluse dans la compilation The Best of Cascada en 2013.
Le clip vidéo est sorti le 22 juin 2012 sur YouTube.

### Liste des pistes
- CD Single en Allemagne

1. The Rhythm Of The Night (Video Edit)
2. The Rhythm Of The Night (Extended Mix)
3. The Rhythm Of The Night (Crew Cardinal Radio Edit)
4. The Rhythm Of The Night (Ryan T. & Rick M. Remix)

- Téléchargement digital en Allemagne - Remix[45]

1. The Rhythm of the Night (Video Mix) – 3.21
2. The Rhythm of the Night (Extended Mix) – 4.43)
3. The Rhythm of the Night (Crew Cardinal Radio Edit) – 3.35
4. The Rhythm of the Night (Ryan T. & Rick M. Remix) – 5.43
5. The Rhythm of the Night (Crew Cardinal Remix) – 5.49

### Classement par pays
| Classement (2012)            | Meilleure position |
| ---------------------------- | ------------------ |
| Allemagne (Media Control AG) | 26                 |
| Autriche (Ö3 Austria Top 40) | 9                  |
| France (Club 40)             | 33                 |
| Suisse (Schweizer Hitparade) | 22                 |